# Paus Leo IX
Paus Leo IX, geboren als Bruno van Egisheim en Dagsburg (Eguisheim (Elzas), 21 juni 1002 - Rome, 19 april 1054) was paus van 1049 tot 1054. Hij was de opvolger van Damasus II.

## Biografie
Hij was bisschop van Toul en bekend om zijn hervormingsgezindheid. Hij werd door zijn neef, keizer Hendrik III, tot paus aangesteld op 25 december 1048. Bruno van Egisheim stond indertijd al bekend als een bekwaam bestuurder en een man met onmiskenbare vroomheid. Pas in januari 1049 vertrok hij naar Rome nadat zowel de geestelijkheid als de Romeinse burgerij zich vrijwillig achter zijn benoeming hadden geschaard.
Hij was de eerste paus die werk maakte van de zogenaamde cluniacenzer hervormingen. Hij maakte van het college van kardinalen een kerkelijk bestuursapparaat. Tijdens zijn bewind werd er een groot aantal synodes en concilies in Frankrijk en Duitsland gehouden, waarmee hij het pausdom weer stevig op de kaart zette. Onder zijn leiding gingen Petrus Damiani, Hugo van Cluny, Frederik van Lotharingen en Hildebrand van Savona deel uitmaken van de curie.
Door de alsmaar uitbreidende macht van de Normandiërs in Zuid-Italië zag paus Leo IX zich genoodzaakt om een heilige oorlog af te roepen tegen de Normandiërs. De paus gaf zelf leiding aan zijn leger op 17 juni 1053 in de Slag bij Civitate en leed een zware nederlaag tegen Humfried van Hauteville. Leo IX  werd gevangen genomen, maar na negen maanden werd hij weer vrijgelaten nadat de paus hun veroveringen had erkend en de excommunicatie had opgeheven.
Door de vijandigheden in Zuid-Italië tussen de Normandiërs en de Byzantijnen was ook de relatie tussen de patriarch van Constantinopel, Michaël Cerularius, en de paus bekoeld geraakt waarbij de dogmatische verschillen tussen beide kerken weer op de voorgrond traden. De paus liet zijn brieven op zijn sterfbed door een groep van drie pauselijke legaten, Humbertus van Silva Candida, Frederik van Lotharingen en Pietro Alfiero, aan de patriarch in Constantinopel bezorgen. Hun gezag in Constantinopel werd niet erkend door de patriarch en de animositeit tussen beide partijen zorgde ervoor dat de drie legaten op 16 juli 1054 aan Cerularius een bul van excommunicatie overhandigde voorafgaand aan de mis in de Hagia Sophia. Paus Leo IX was twee maanden eerder al overleden waardoor de bul ongeldig was volgens elke standaard van het canonieke recht.

## Trivia
- Paus Leo IX was de enige paus - tot paus Johannes Paulus II - die Nederland bezocht. Dat deed hij in 1049. Hij wijdde toen de Sint-Laurentiuskerk in Voerendaal.
- Paus Leo IX wordt gezien als de componist van Gloria ad lib I in het Graduale Romanum (790-791) (naar Haberl, das Kyriale Romanum, Bonn 1975, P. 110)